# Волнаволок
Волнаволок — деревня в Подпорожском городском поселении Подпорожского района Ленинградской области.

## История
ВОЛОСТНЫЙ НАВОЛОК — деревня при Пидьмозере, число дворов — 14, число жителей: 40 м. п., 45 ж. п.; Все карелы. (1873 год)

Сборник Центрального статистического комитета описывал её так:

ВОЛОСНОЙ НАВОЛОК (ЛУКИНСКОЕ) — село бывшее государственное, дворов — 21, жителей — 128; Две церкви православных. (1885 год)

Список населённых мест Олонецкой губернии:

ВОЛОСТНОЙ-НАВОЛОК — деревня Волостнонаволоцкого общества при озере Пидьмозере, население крестьянское: домов — 20, семей — 24, мужчин — 51, женщин — 66; некрестьянское: домов — 1, семей — 1, мужчин — 3, женщин — 2; лошадей — 12, коров — 29, прочего — 35. Школа. (1905 год)

В конце XIX — начале XX века деревня административно относилась к Мятусовской волости 2-го стана Олонецкого уезда Олонецкой губернии.
С 1917 по 1919 год деревня входила в состав Мятусовской волости Олонецкого уезда Олонецкой губернии.
С 1919 года в составе Волостно-Наволоцкого сельсовета.
С 1922 года в составе Петроградской губернии.
С 1923 года в составе Остречинской волости Ленинградской губернии.
С 1927 года в составе Подпорожского района. В 1927 году население деревни составляло 179 человек.
Согласно карте Ленинградской области Северо-западного аэрогеодезического треста ГГУ издания 1932 года деревня насчитывала 16 крестьянских дворов. В деревне находились часовня.
По данным 1933 года деревня называлась Волостной Наволок и входила в состав Волнаволоцкого сельсовета Подпорожского района с центром в деревне Посад.
- Деревня Волнаволок на карте РККА 1936 года

С 1 августа 1941 года по 31 мая 1944 года деревня находилась в финской оккупации.
С 1963 года в составе Лодейнопольского района.
С 1965 года вновь в составе Подпорожского района. В 1965 году население деревни составляло 29 человек.
По данным 1966 года деревня называлась Волнаволок и находилась в составе Волнаволоцкого сельсовета.
По данным 1973 и 1990 годов деревня Волнаволок входила в состав Токарского сельсовета Подпорожского района.
В 1997 году в деревне Волнаволок Токарской волости проживали 15 человек, в 2002 году — 8 человек (русские — 75 %).
В 2007 году в деревне Волнаволок Подпорожского ГП — 6.

## География
Деревня расположена в северной части района на автодороге 41К-149 (Подпорожье — Курпово).
Расстояние до административного центра поселения — 32 км.
Расстояние до ближайшей железнодорожной станции Токари — 9 км.
Деревня находится на северо-западном берегу озера Пидьмозеро.

## Демография
| 2007 | 2010 | 2017 |
| ---- | ---- | ---- |
| 6    | →6   | →6   |

### Национальный состав
Согласно данным Всероссийской переписи населения 2021 года в деревне проживали 18 человек, все русские.

## Достопримечательности
- Церковь Власия, епископа Севастийского, 1844 года постройки, деревянная, утрачена в 2004 году. Памятник архитектуры федерального значения[17].
- Церковь Покрова Пресвятой Богородицы, 1782 года постройки, деревянная, утрачена в 2004 году. Памятник архитектуры федерального значения, планируется восстановление[18].
- Часовня Покрова Пресвятой Богородицы, 2006 года постройки, деревянная, на месте сгоревших церквей Покрова Пресвятой Богородицы и Власия, епископа Севастийского[19].

## Фото
- Пидьмозеро
- Часовня на берегу Пидьмозера

## Улицы
Болотная, Ильинская, Карельская, Круговая, Лесная, Подгорная, Покровская, Полевая, Сосновая, Южная.